# ستراسبورغ
ستراسبورغ (بالفرنسية: Strasbourg)‏ (بالألزاسية Strossburi وتلفظ ‎[ˈʃd̥rɔ:sb̥uri]‏) هي مدينة شرقي فرنسا. يبلغ عدد سكانها 274394 نسمة في المدينة نفسها، أو 640000 نسمة في المدينة والمناطق المحيطة بها (إحصاءات يناير 2012). وهي مقر البرلمان الأوروبي والعديد من المؤسسات التابعة للمفوضية الأوروبية
يعدّ وسط المدينة القديم من المواقع التاريخية المحمية من قبل اليونيسكو منذ عام 1988 وذلك باتسامها بطابع ثقافي ومعماري المانوفرنسي.

## تاريخيًا
كانت في فترة الإمبراطورية الرومانية بمثابة معسكر للجيش باسم Argentoratum وأول ظهور لهذا الاسم كان منذ عام 12 قبل الميلاد. وقعت تحت سيطرة الهان ثم الفرانك وذلك في القرن الخامس. في عام 923م ضمت المدينة إلى الإمبراطورية الرومانية المقدسة. وفي ثورة محلية عام 1332 أعلنت المدينة نفسها دولة مستقلة ثم أعيدت إلى الامبراطورية في أوائل القرن السادس عشر.
بعد حرب الثلاثين عام، ضمها الملك لويس الرابع عشر إلى فرنسا. بدأت المدينة بالنمو الاقتصادي حتى فترة القرن التاسع عشر. وخلال الحرب البروسية الفرنسية قصف البروسيون المدينة بعنف ودمرت العديد من المرافق التاريخية والصناعية. وبعد نهاية الحرب ضمت المدينة للإمبراطورية الألمانية. بعد نهاية الحرب العالمية الأولى أعيدت المدينة لفرنسا.
في الحرب العالمية الثانية وبعد هزيمة فرنسا من قبل ألمانيا النازية، ضمت المدينة لألمانيا من جديد وأعيدت لفرنسا بعد نهاية الحرب. وفي عام 1920 بدأ أول شكل للمنظمات الأوروبية بالظهور، حيث تم إنشاء اللجنة المركزية للملاحة في نهر الراين. وفي عام 1949 اختيرت كمركز للمفوضية الأوروبية والمحكمة الأوروبية لحقوق الإنسان. وفي عام 1952 اختيرت كمركز للبرلمان الأوروبي.
يسجل متحف ستراسبورغ التاريخي ـ الذي افتتح سنة 1920 ـ التاريخ السياسي والاقتصادي والاجتماعي لمدينة ستراسبورغ منذ مطلع العصور الوسطى وحتى الحقبة المعاصرة، عبر مجموعة من الآلات العسكرية والملابس واللوحات الفنية والمنحوتات ومجموعة من المقتنيات التي يعود تاريخها إلى العصور الوسطى وحتى القرن الثامن عشر.

## جغرافيا
تقع على نهر إيل الذي يرفد نهر الراين عند الحدود مع ألمانيا وتبعد حوالي 25 كم غربي الغابة السوداء في ألمانيا.
وتعتبر مدينة ستراسبورغ قريبة نسبيا من كثير من المدن الأوروبية الكبرى، حيث تبعد 170 كم عن شتوتغارت، و 230 كم عن لوكسمبورغ، و 220 كم عن فرانكفورت، و220 كم عن زيورخ.

## أهم المؤسسات فيها
تقع في هذه المدينة المدرسة الوطنية الفرنسية للإدارة وهي واحدة من أعرق المدارس العليا الفرنسية والتي تُخرِّج كبار موظفي الدولة الفرنسية. والمكتبة الوطنية والجامعية.
كذلك تعتبر ستراسبورغ مدينة منافسة لمدينتي بروكسل ولوكسمبورغ من ناحية وجود العديد من المؤسسات السياسية الأوروبية فيها حيث يقع في منطقة الاورانجوري البرلمان الأوروبي، والمحكمة الأوروبية لحقوق الإنسان، والمجلس الأوروبي ومقر أمين المظالم الأوروبي. وإضافة لذلك يوجد في وسط المدينة المؤسسة الأوروبية للعلوم. وغيرها الكثير من المنظمات الأوروبية والدولية الصغيرة.

## التعليم
تعتبر مدينة ستراسبورغ مدينة طلابية، حيث تضم جامعة ستراسبورغ حوالي من 50 ألف طالب. والجامعة مصنفة من أفضل 100 جامعة في العالم ومن أفضل 5 جامعات فرنسية حسب تصنيف شانغهاي الأكاديمي.
يضم الحرم الجامعي الرئيسي الواقع بمنطقة اسبلاناد العديد من الكليات والمدارس، لكن الجامعة تضم بعض الكليات الأخرى الواقعة خارج الحرم الجامعي الرئيسي، ككلية الطب وكلية الاسنان.
وكما هو مذكور أعلاه المدينة تضم المدرسة الوطنية الفرنسية للإدارة.

## معرض الصور

علم المدينة
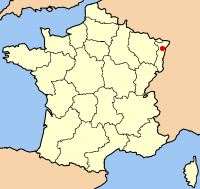
موقع المدينة على الخريطة
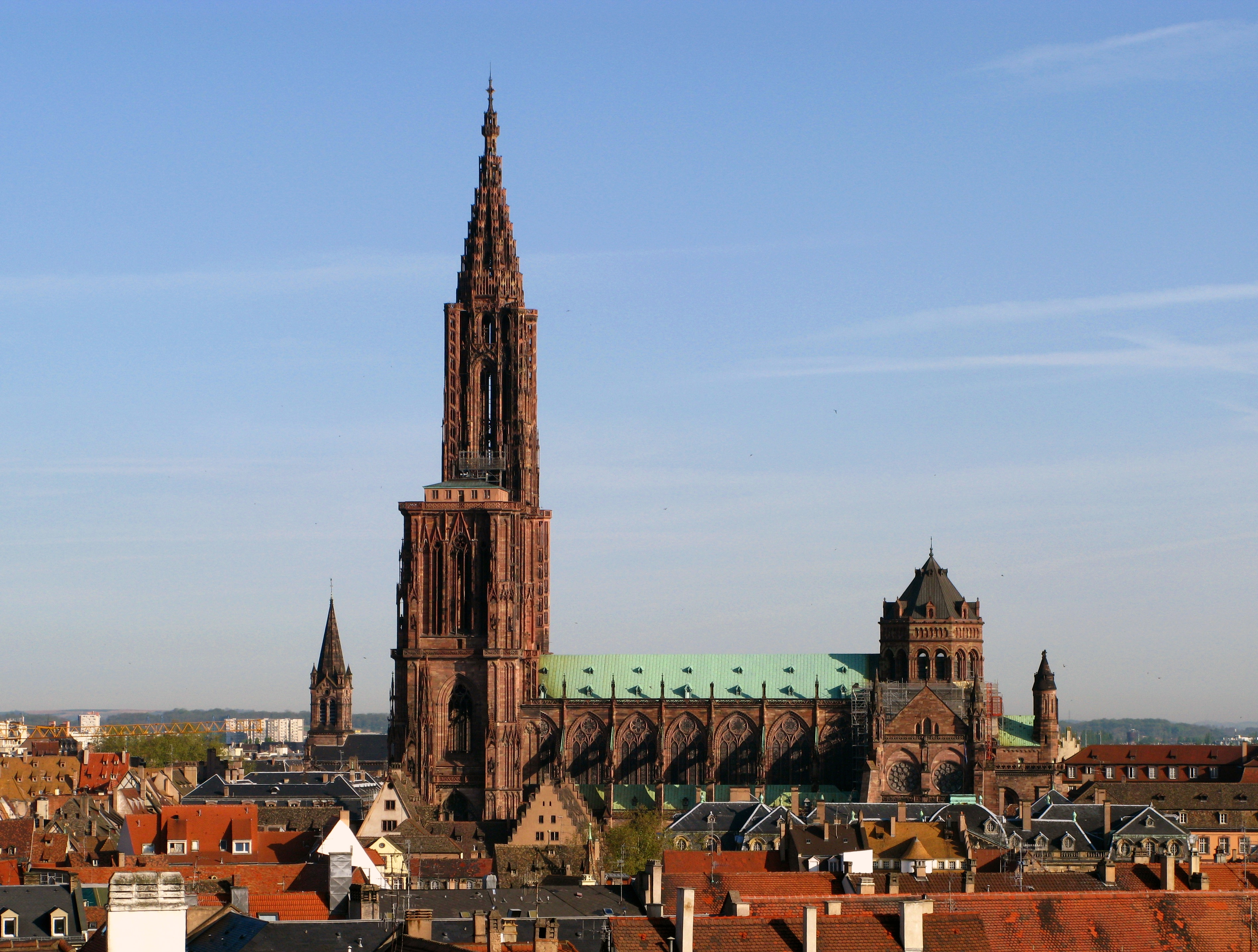
كاتيدرائية ستراسبورغ
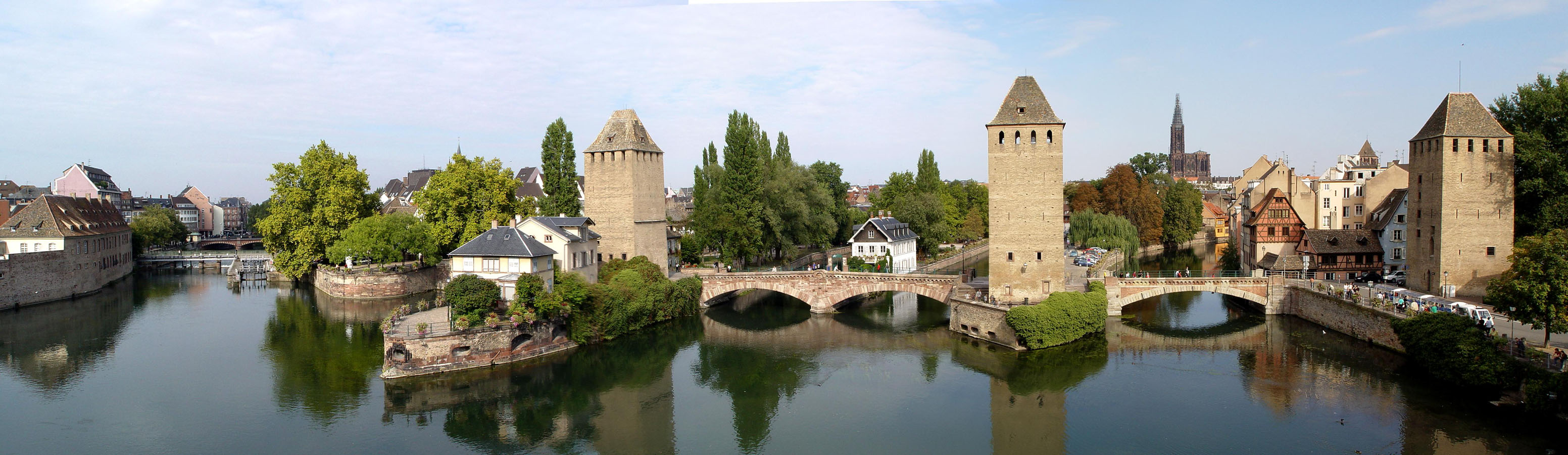
ستراسبورغ
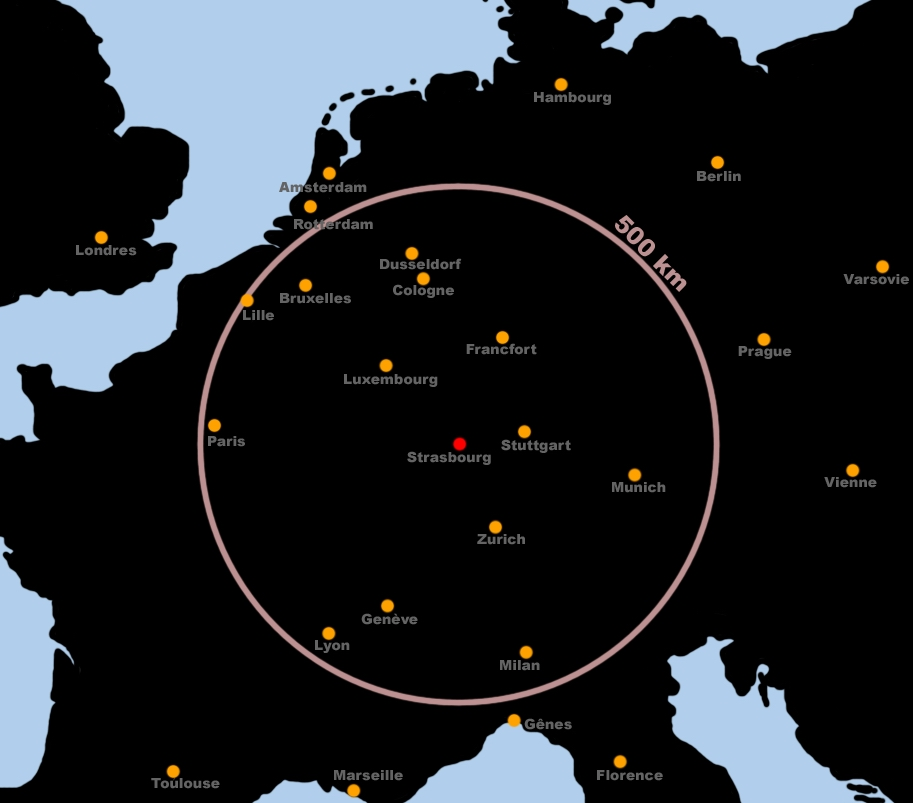
مركزية أوروبا بالنسبة للمدن الاوروبية الكبرى المجاورة
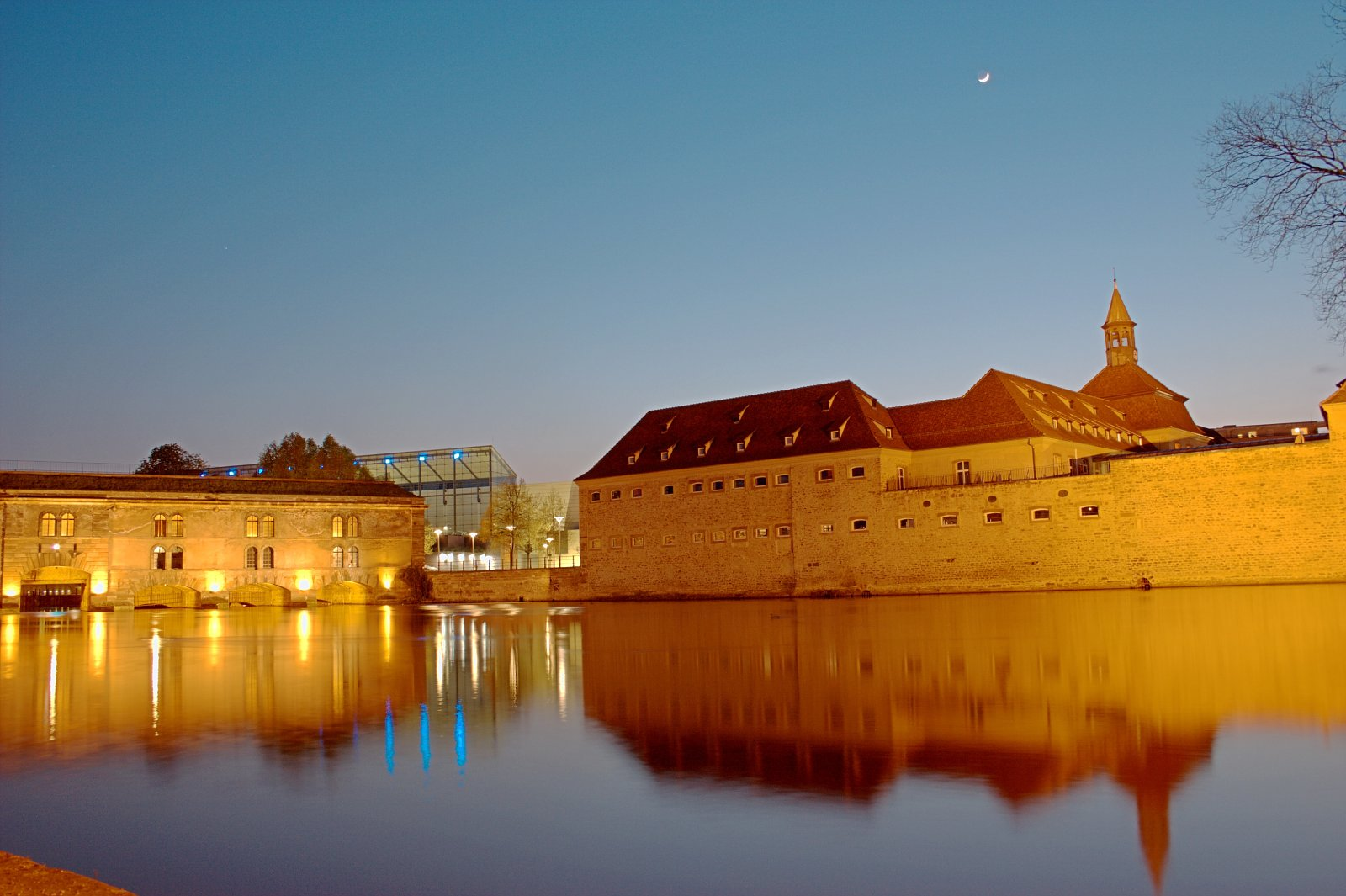
المدرسة الإدارية العليا للادارة
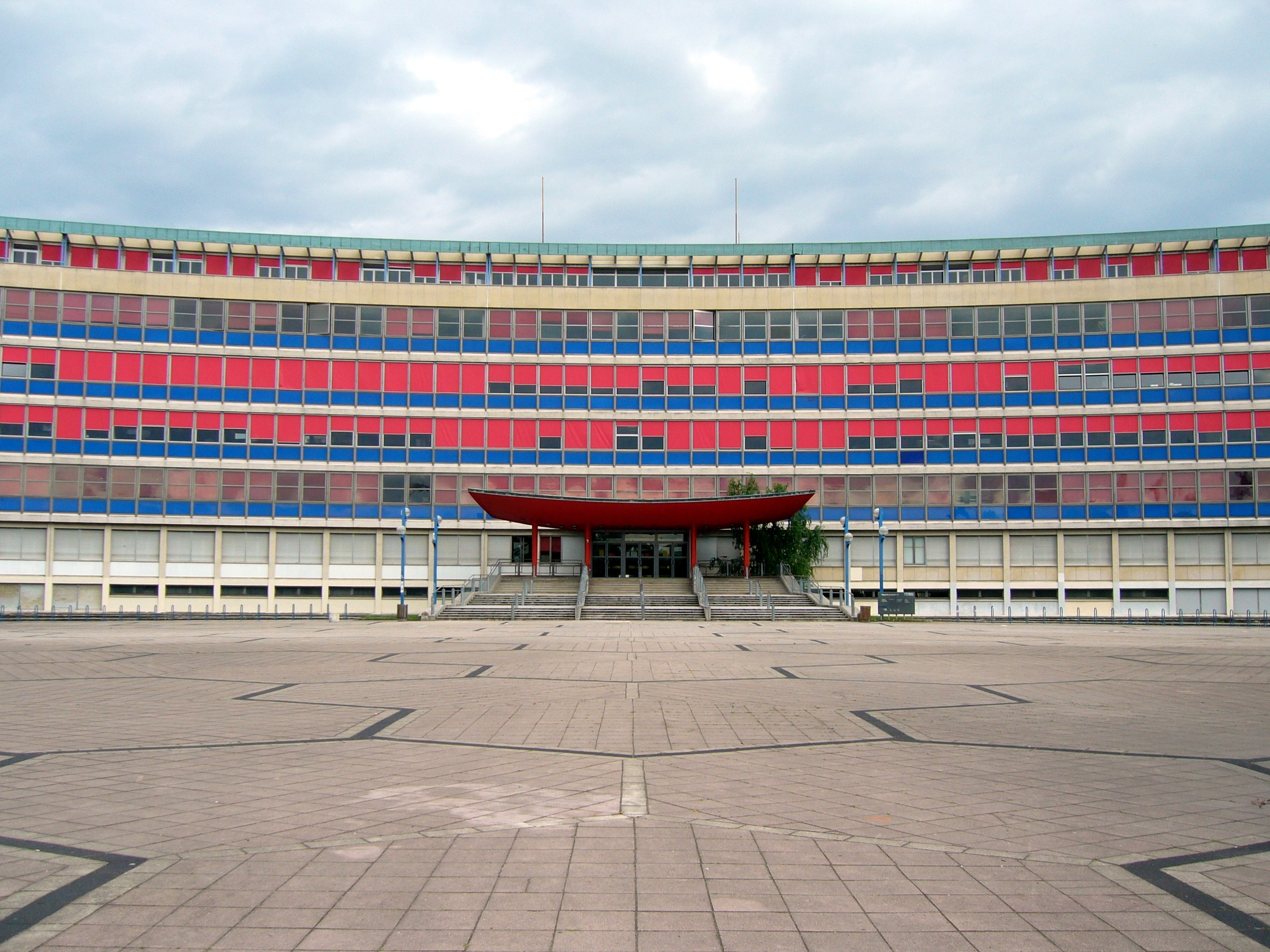
كلية القانون بستراسبورغ
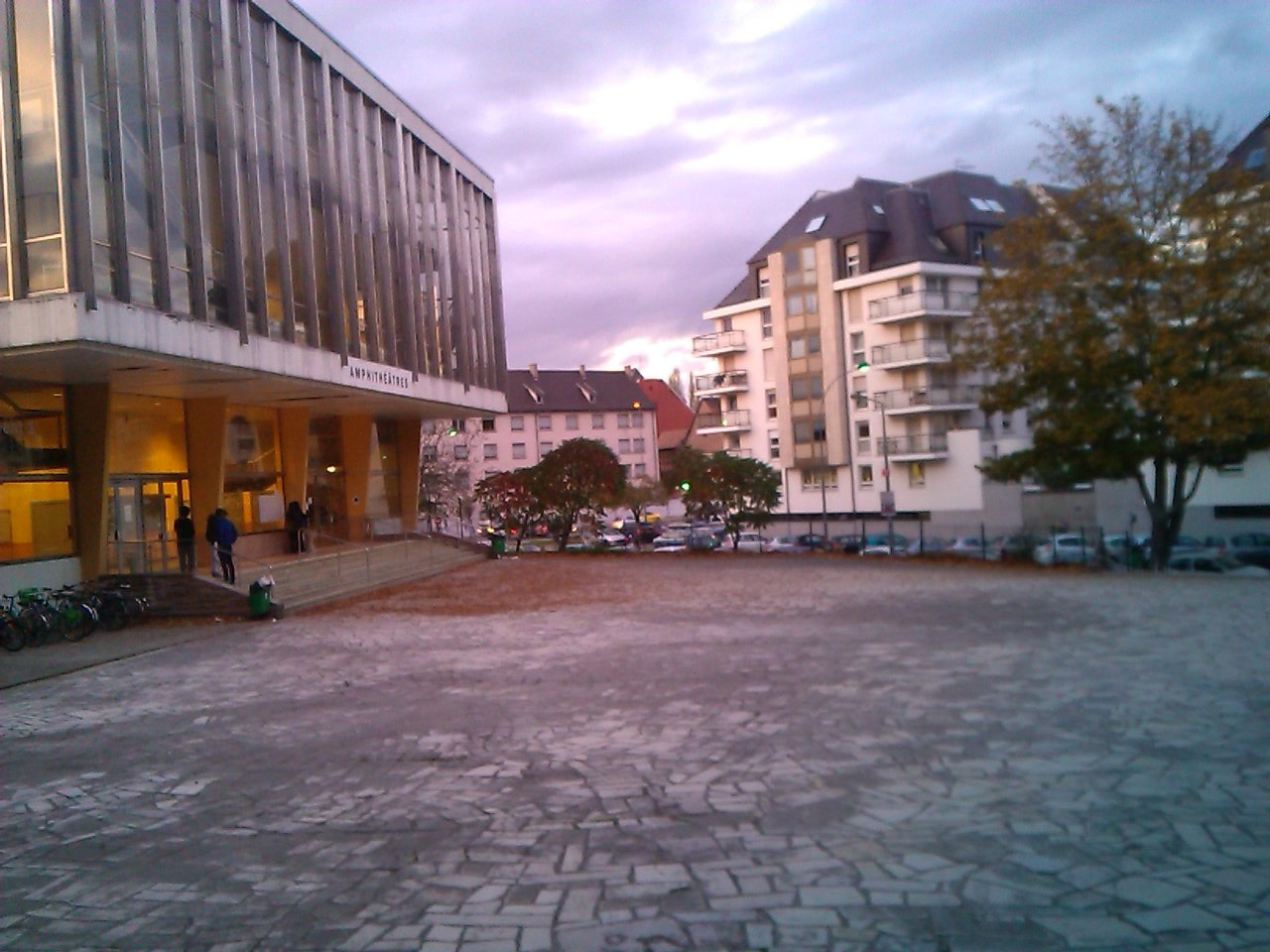
كلية الطب بستراسبورغ

## وصلات خارجية
- موقع المدينة الرسمي
- متحف ستراسبورغ